# Ahmad Sa'adat

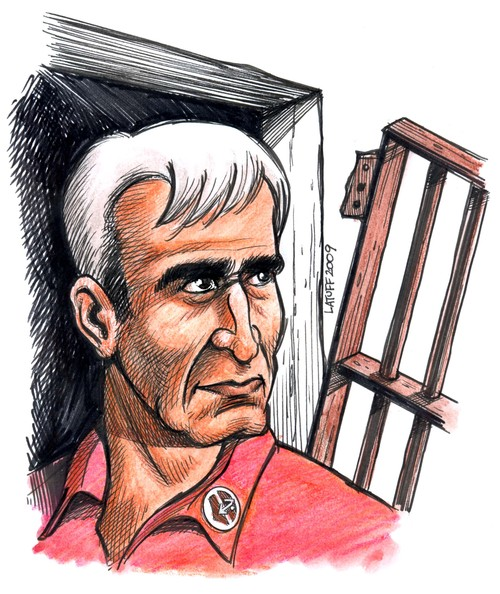
Portrait von Ahmad Sa'adat

Ahmad Sa'adat, auch Achmed Sa'dat (arabisch أحمد سعدات Ahmed Saadat, DMG Aḥmad Saʿdāt; * 1953 in al-Bireh, Westjordanland), ist ein militanter palästinensischer Politiker und Häftling. Er ist Abgeordneter des Palästinensischen Legislativrates und Generalsekretär der Terrororganisation Volksfront zur Befreiung Palästinas (PFLP). Er vertritt das Rückkehrrecht für sämtliche palästinensischen Flüchtlinge und ihre Nachkommen.

## Leben
Ahmad Sa'adat wurde 1953 in al-Bireh geboren. Seine Eltern waren zu Flüchtlingen geworden, als die israelische Armee ihr Dorf, Dayr Tarif bei ar-Ramla, am 13. Juli 1948 während der Nakba zerstört und die rund 8000 Einwohner vollständig vertrieben hatte.
Seine politische Karriere begann als Student im Jahr 1967, und 1969 wurde er Mitglied der linksgerichteten PFLP. 1975 schloss er eine Ausbildung als Mathematiklehrer in Ramallah ab. 1976 geriet er für vier Jahre in israelische Gefangenschaft. Im April 1981 wurde er ins Zentralkomitee der PFLP gewählt, im März 1993 – während er sich in  israelischer Administrativhaft befand. 1995/1996 wurde er drei Mal von der Palästinensischen Autonomiebehörde festgenommen. Er lebte in al-Bira mit seiner Frau Abla und vier Kindern.
Nachdem Abu Ali Mustafa von der israelischen Armee in seinem Büro in Ramallah im besetzten Westjordanland mit zwei Raketen gezielt getötet worden war, wählte man Ahmad Sa'adat am 3. Oktober 2001 zu seinem Nachfolger als Generalsekretär der PFLP.
Nach der Ermordung von Abu Ali Mustafa töteten Aktivisten der PFLP im Oktober 2001 in Jerusalem den israelischen Tourismusminister Rechaw’am Ze’ewi, Gründer der nationalistischen Kleinpartei Moledet.
Ahmad Sa'adat wurde von der israelischen Regierung für die Ermordung von Rechaw'am Ze'ewi verantwortlich gemacht und wurde am 15. Januar 2002 entweder auf Betreiben der israelischen Regierung von der Palästinensischen Autonomiebehörde verhaftet oder begab sich freiwillig in die Muqataa, den Amtssitz von Jassir Arafat, der die Auslieferung von Sa'adat an Israel zunächst verweigerte.
Nach Verhandlungen unter Einbeziehung der USA und Großbritannien wurde ein Übereinkommen zwischen der Palästinensischen Autonomiebehörde und der israelischen Regierung unter Ariel Scharon erzielt. Sa'adat wurde im März/April 2002 in der Muqataa vor ein palästinensisches Militärgericht gestellt und am 1. Mai 2002 in ein palästinensisches Gefängnis in Jericho gebracht, wo er unter Bewachung von US-amerikanischen und britischen Soldaten inhaftiert war.
Der Palästinensische Oberste Gerichtshof entschied, dass dieses Vorgehen gegen die palästinensische Verfassung verstößt, und ordnete Sa'adats Freilassung an. Die Palästinensische Autonomiebehörde ignorierte das Gerichtsurteil.
Menschenrechtsorganisationen wie Amnesty International erklärten, dass der Prozess gegen Sa'adat nicht fair gewesen und dass spätestens nach der Entscheidung des Obersten Gerichts seine Inhaftierung illegal sei. Er müsse entweder angeklagt und rechtskräftig verurteilt werden oder sofort freigelassen werden. Amnesty International forderte die israelische Regierung auf, öffentlich zu erklären, dass sie Sa'adat im Falle seiner Freilassung nicht ohne Gerichtsurteil hinrichten würde.
Ahmad Sa'adats jüngerer Bruder Muhammad wurde am 20. August 2002 von der israelischen Armee getötet.
Am 14. März 2006 wurde das britische Wachpersonal ohne Erklärung aus dem Gefängnis in Jericho, in dem Sa'adat festgehalten wurde, abgezogen. Die US-amerikanischen Wächter hatten gerade nicht Dienst. Zwanzig Minuten später wurde das Gefängnis von der israelischen Armee umstellt. Das palästinensische Wachpersonal und ein Teil der Gefangenen ergaben sich. Etwa 200 Gefangene, darunter Ahmad Sa'adat, ergaben sich zunächst nicht. Die israelische Armee griff das Gefängnis mit Panzern, Kampfhubschraubern und Bulldozern an, und etwa zehn Stunden später wurden Ahmad Sa'adat, fünf weitere Häftlinge sowie über 200 palästinensische Polizisten von der israelischen Armee gefangen genommen.
Der britische Außenminister Jack Straw erklärte, die britischen Wachsoldaten seien aus Sicherheitsgründen abgezogen worden und das Vorgehen sei weder mit den palästinensischen Behörden noch mit der israelischen Regierung abgesprochen gewesen.
Bei darauffolgenden Protesten im Westjordanland und im Gazastreifen am 15. März 2006 wurden britische Einrichtungen angegriffen und mehrere Ausländer entführt.
Am 25. Dezember 2008 wurde Saadat von einem israelischen Militärgericht unter anderem wegen der Federführung des tödlichen Anschlages auf den israelischen Tourismusminister Rechaw'am Ze'ewi zu 30 Jahren Haft verurteilt.
Im August 2009 wurde Ahmad Sa'adat aus der Isolationszelle in Asqelan in den Isolationstrakt des Ramon-Gefängnisses in der Negev-Wüste verlegt.
Während der Geiselverhandlungen im Krieg in Israel und Gaza seit 2023–2024 zwischen Israel und der Hamas war eine wiederholte Forderung die Freilassung wichtiger verbündeter Anführer der Palästinenser. Sie haben wiederholt die Freilassung von drei wichtigen Gefangenen gefordert: Ahmad Sa'adat (Generalsekretär der Volksfront zur Befreiung Palästinas), Marwan Barghouti (Zentralkomitee der Fatah) und Abdullah Barghouti (militanter Flügel der Hamas, der Qassam-Brigaden, im Westjordanland). Dass die Hamas darauf bestand, zwei prominente Nicht-Hamas-Persönlichkeiten auf die Liste zu setzen, spiegelte ihre strategischen Überlegungen hinsichtlich der Nachkriegszeit und ihrer Beziehungen zur Fatah und anderen palästinensischen Gruppierungen wider.